# Radulfo III di Turingia
Radulfo III di Turingia, o Ratolf (... – prima dell'880), fu margravio di Turingia dall'874 fino alla sua morte.
Radulfo fu il successore, e probabilmente figlio di Taculfo. Alla morte di Taculfo, nell'agosto dell'873, i Sorbi, Siusli e i loro vicini si ribellarono. Radulfo e l'arcivescovo di Magonza Liutperto attraversarono il fiume Saale nel gennaio 874 e riuscirono a riottenere la sottomissione degli slavi senza combattere, grazie a una campagna di rappresaglie e saccheggi.